# Tiszafüred
Tiszafüred est une ville et une commune du comitat de Jász-Nagykun-Szolnok en Hongrie.